# SStB – Schneeberg - Semmering
Az SStB Schneeberg - Semmering sorozat hat db Engerth rendszerű ún. támasztószerkocsis gőzmozdonysorozat volt a Déli Államvasútnál (németül k.k. Südliche Staatsbahn, röviden: SStB).

## Története
A mozdonyokat a Cockerill mozdonygyár Seraing szállította 1856 és 1857 között, és a kor szokásának megfelelően a következő neveket adták nekik: SCHNEEBERG, KLAMM, SCHLÖGLMÜHL, PAYERBACH, STEINHAUS és SEMMERING.
1858-ban. amikor a Déli Vasút megvásárolta az SStB-t, a mozdonyok is a DV-hez kerültek, ahol a 20 sorozatba (1864-től 26 sorozat) osztották őket és a 627-637 pályaszámokat kapták.

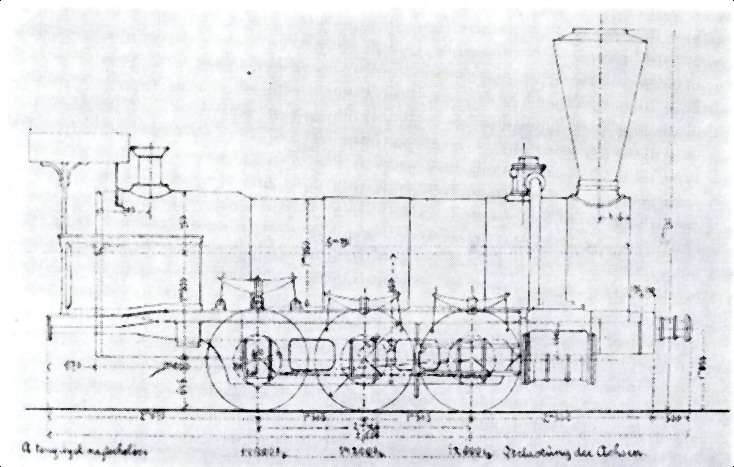
A Déli Vasút jellegrajza

Mivel az Engerth-rendszerű mozdonyok a szolgálatban nem váltak be, 1866 és 1873 között valamennyi mozdonyt átépítettek normál háromcsatlós szerkocsis gőzmozdonnyá.
1906-ig a sorozat valamennyi mozdonyát selejtezték.

## Fordítás
- Ez a szócikk részben vagy egészben  a   SStB – Schneeberg bis Semmering című német Wikipédia-szócikk fordításán alapul.  Az eredeti cikk szerkesztőit annak laptörténete sorolja fel. Ez a jelzés csupán a megfogalmazás eredetét és a szerzői jogokat jelzi, nem szolgál a cikkben szereplő információk forrásmegjelöléseként.